# Karwedilol
Karwedilol, karwedylol – organiczny związek chemiczny stosowany jako nieselektywny lek blokujący receptory β1 i β2-adrenergiczne. Na skutek zablokowania receptorów β, zmniejsza pojemność wyrzutową i minutową serca, zmniejsza zużycie tlenu przez mięsień sercowy, zmniejsza aktywność reninową osocza oraz hamuje uwalnianie noradrenaliny. Jego dodatkowe działanie polega na blokowaniu receptora α1.

## Farmakokinetyka
Lek wchłania się w ok. 25–35% z przewodu pokarmowego (pokarm nie wpływa na jego wchłanianie). W 98% wiąże się z białkami osocza. Biologiczny okres półtrwania wynosi 7–10 godzin. Wydalanie karwedilolu następuje głównie z kałem w postaci metabolitów.

## Wskazania
- przewlekła, objawowa niewydolność serca
- nadciśnienie tętnicze
- prewencja wtórna zawałów serca
- stabilna dławica piersiowa
- choroba niedokrwienna serca

## Przeciwwskazania
- nadwrażliwość na karwedilol
- niewyrównana niewydolność serca
- ciężka bradykardia
- blok przedsionkowo-komorowy II i IIIº
- dławica Prinzmetala
- ciężka hipotonia
- przewlekła obturacyjna choroba płuc
- astma oskrzelowa
- istotne klinicznie zaburzenia czynności wątroby

## Działania niepożądane
- zawroty głowy
- obniżenie ciśnienia tętniczego krwi
- obrzęki
- nudności
- wymioty
- biegunka
- ból w klatce piersiowej
- zwolnienie pracy serca
- przyrost masy ciała
- hiperglikemia (u pacjentów z cukrzycą)
- objawy astmy oskrzelowej
- omdlenia
- nasilenie objawów zespołu Raynauda
- stabilna dławica piersiowa
- zaburzenia widzenia
- zmniejszenie ilości wydzielanych łez
- suchość w jamie ustnej
- zwiększenie stężenia trójglicerydów w surowicy krwi
- zmiany łuszczycopodobne

## Dawkowanie
Wielkość dawki jest ustalana przez lekarza, indywidualnie dla każdego pacjenta. Pacjentom z niewydolnością serca zaleca się przyjmowanie tabletek w trakcie posiłku. W każdym przypadku należy podawać najmniejszą dawkę skuteczną. Nie wolno nagle przerywać podawania karwedilolu. U chorych z niewydolnością serca zaleca się rozpoczęcie leczenia od dawki 3,125 mg dwa razy na dobę. Pacjenci z nadciśnieniem tętniczym oraz chorobą niedokrwienną serca początkowo 12,5 mg dwa razy na dobę. Dawkę można odpowiednio zwiększać co ok. dwa tygodnie.
Karwedilol dostępny jest w postaci preparatów: Atram, Avedol, Carvedilol, Carvedilol-Pfizer, Coryol, Dilatrend, Vivacor.